# Robert Bruce (opéra)
Pour les articles homonymes, voir Robert Bruce.
Robert Bruce est un opéra pastiche en trois actes de 1846, avec une musique de Gioachino Rossini et Louis Niedermeyer sur un livret en français d' Alphonse Royer et Gustave Vaëz, d'après Histoire d'Écosse de Walter Scott . La musique a été assemblée par Niedermeyer, avec la permission du compositeur, à partir de pièces de La donna del lago, Zelmira et d'autres opéras de Rossini. L'œuvre a été créée le 30 décembre 1846, par l'Opéra de Paris à la salle Le Peletier. Le public ne l'a peut-être pas remarqué, mais l'orchestre a inclus pour la première fois un instrument récemment inventé, connu plus tard sous le nom de saxophone.

## Composition
Après l'arrivée Rossini à Paris en 1843 pour un traitement médical, il reçoit la visite de Léon Pillet, le directeur de l'Opéra de Paris. Pillet supplie Rossini de composer une nouvelle œuvre pour la maison. Rossini a refusé en raison de sa mauvaise santé, mais a souligné que son opéra La donna del lago, qu'il estimait n'avoir jamais été correctement joué au Théâtre Italien de Paris, serait « le plus approprié pour la scène française, celui qui plus que les autres, avait besoin de vos grands chœurs, de votre magnifique orchestre, de votre belle mise en scène. … Maintenant que vous avez [Rosine] Stoltz à votre disposition, vous feriez bien d'en profiter ». Cependant, Pillet hésite à présenter une œuvre qui, depuis 1824 dans sa version italienne, était déjà bien connue du public parisien.
Rossini rentre chez lui à Bologne, où en juin 1846 il reçoit à nouveau la visite de Pillet, qui était accompagné du librettiste Gustave Vaëz, et de Louis Niedermeyer. Le résultat, qui impliquait également le collaborateur régulier de Vaëz, Alphonse Royer en tant que co-librettiste, est Robert Bruce, un pasticcio élaboré, basé sur la musique non seulement de La donna del lago et Zelmira, mais aussi de Bianca e Falliero, Torvaldo e Dorliska, Armida, Mosè in Egitto, et Maometto II. Niedermeyer a apparemment écrit les récitatifs nécessaires.

## Première

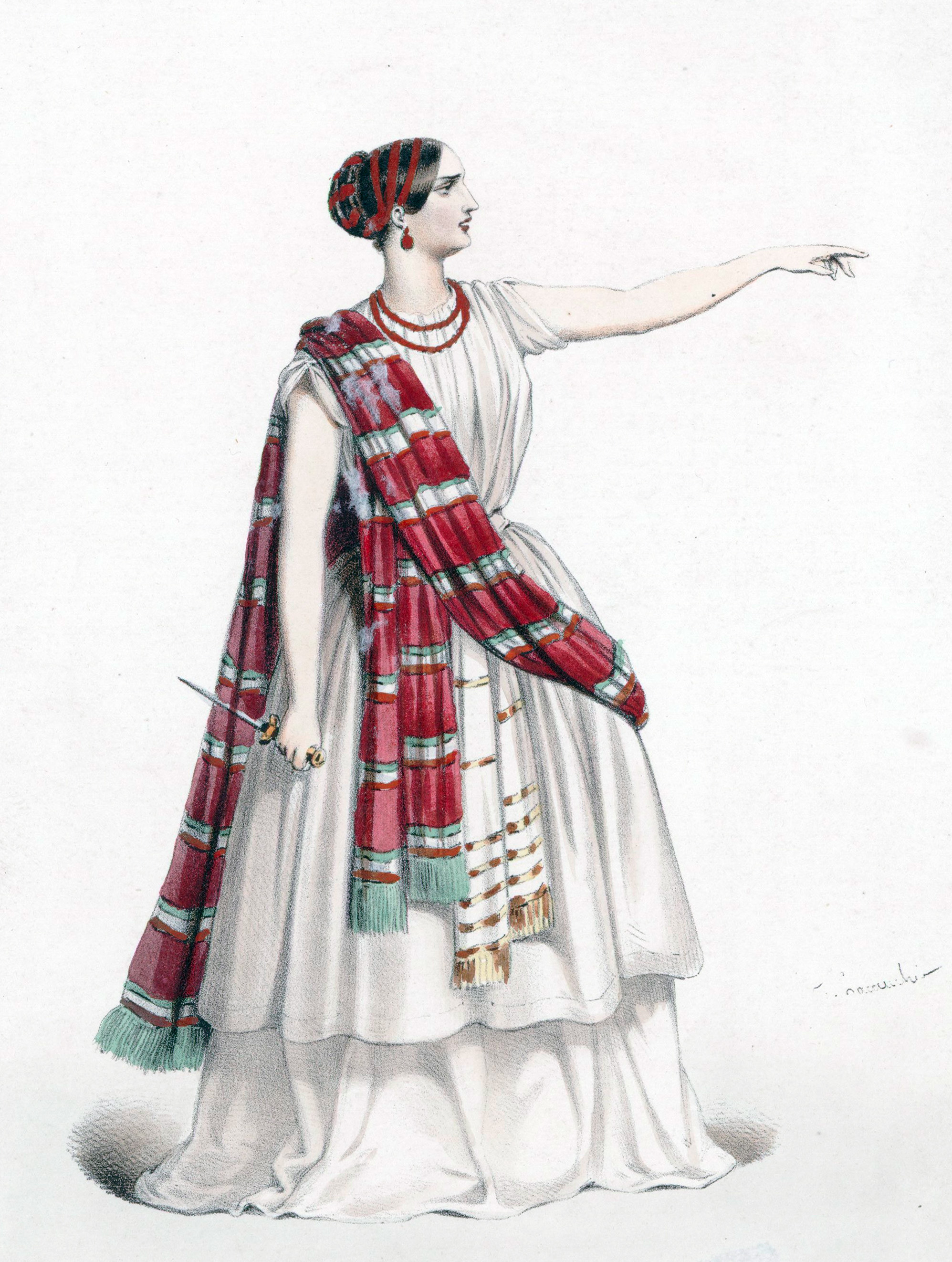
Rosine Stoltz dans le rôle de Marie

Rossini est clairement impliqué dans la collaboration mais n'a pas assisté à la première à Paris. La production comprenait un ballet avec les danseurs Lucien Petipa, Henri Desplaces, Adèle Dumilâtre et Maria Jacob, et une chorégraphie de Joseph Mazilier. Le décor a été conçu par Joseph Thierry (acte 1) ; Charles Cambon, Jules Diéterle et Édouard Desplechin (acte 2) ; et Humanité-René Philastre et Charles Cambon (acte 3). Les costumes ont été dessinés par Paul Lormier. Ce fut un succès modéré, mais l'opéra fut l'objet de nombreuses critiques dont, entre autres, de la part d' Hector Berlioz.

## Rôles
| Rôle | Type de voix  | Première distribution, 30 Décembre 1846 |
| --- | ------------- | --------------------------------------- |
| Robert Bruce, roi d'Écosse | baryton       | Paul Barroilhet                         |
| Édouard II, roi d'Angleterre | ténor         | Louis Paulin                            |
| Douglas, seigneur de Douglas | basse         | Raffaele Anconi                         |
| Marie, sa fille | mezzo-soprano | Rosine Stoltz                           |
| Dickson, un montagnard de Stirling | basse         | Bessin                                  |
| Nelly, sa fille | soprano       | Maria Nau                               |
| Arthur, un fonctionnaire au service d'Édouard                                                                                           | ténor         | Jérémie Bettini                         |
| Morton, un capitaine anglais | basse         | Rommy                                   |
| Le page d'Edouard | musiquehetto  | Moisson                                 |
| Un barde | basse         |                                         |
| Chevaliers anglais, soldats et pages, dames de la cour d'Angleterre, bardes écossais, chevaliers et soldats de Bruce, gitans, jongleurs |               |                                         |

## Enregistrements
| Année | Distribution (Robert Bruce, Marie, Nelly, Edouard II, Douglas)                         | Chef d'orchestre, Opéra et Orchestre | Label                 |
| ----- | -------------------------------------------------------------------------------------- | --- | --------------------- |
| 2002  | Nicolas Rivenq , Iano Tamar, Inga Balabanova, Davide Cicchetti, Massimiliano Chiarolla | Paolo Arrivabène, Orchestra Internazionale d'Italia et le Chœur de chambre de Bratislava, (Enregistré d'après une performance au Palazzo Ducale, Martina Franca , dans le cadre du Festival della Valle d'Itria ) | Dynamic : CDS 421/1-2 |